# Максимилиан Вильгельм Брауншвейг-Люнебургский
Принц Максимилиан Вильгельм Брауншвейг-Люнебургский (нем. Maximilian Wilhelm von Braunschweig-Lüneburg; 13 декабря 1666, замок Ибург — 1 июля 1726, Вена) — австрийский генерал-фельдмаршал, родной брат короля Великобритании Георга I.

## Биография
Максимилиан Вильгельм был третьим из шестерых сыновей сыном 1-го Курфюршество ганноверского (брауншвейшг-люнебургского) курфюрста Эрнста Августа. Его старший брат в дальнейшем унаследовал британский престол, тогда как средний брат, Фридрих Август, и двое младших, Карл Филипп и Кристиан Генрих, погибли сравнительно молодыми людьми на многочисленных войнах, шедших в то время. 
После этого Максимилиан Вильгельм счёл себя обделённым наследством, так как его старший брат получил не только Великобританию, но и Ганновер. После этого Максимилиан Вильгельм развязал целый ряд дипломатических и политических интриг, чтобы оспорить передачу всего наследства отца старшему брату Георгу. При этом шестой оставшийся брат, Эрнст Август, получивший британский титул герцога Йоркского и статус правителя Любека и фактического наместника Ганновера, в этом конфликте поддерживал старшего брата Георга против Максимилиана. Не преуспев в интригах, лишившись некоторых сторонников и проведя целый год в тюрьме в Пруссии, Максимилиан Вильгельм выехал в Австрию, где перешёл из протестантизма в католичество и поступил на службу в австрийскую армию.
Он принял участие в войне за Пфальцское наследство в качестве командира кирасирского полка. В дальнейшем он дослужился до звания генерал-фельдмаршала, участвовал в Войне за испанское наследство и во Втором сражении при Гохштедте в 1704 году командовал кавалерией армии принца Евгения Савойского.
Как и его брат Эрнст Август, герцог Йоркский, Максимилиан Вильгельм никогда не был женат и не имел детей. Он скончался в 1726 году в Вене.